# Without You (piosenka Davida Guetty)
Without You – trzeci singel Davida Guetty z albumu Nothing but the Beat. Twórcą piosenki jest Usher i Taio Cruz, a producentem sam Guetta.
Singiel został wydany 27 września 2011 roku i od razu stał się hitem nr 1 w wielu krajach m.in. w Polsce. W kompozycji głosu użyczył amerykański wokalista, Usher.
Teledysk do utworu powstał w lipcu 2011, jego premiera odbyła się 14 października 2011 r.